# Lettonie aux Jeux olympiques d'été de 2004
L'équipe de olympique de Lettonie participe aux Jeux olympiques d'été de 2004 à Athènes. Elle y remporte quatre médailles : quatre en argent, se situant à la cinquante-huitième place des nations au tableau des médailles. L'athlète Vadims Vasiļevskis est le porte-drapeau d'une délégation lettone comptant 32 sportifs (22 hommes et 10 femmes).